# Alain Cosnard
Pour les articles homonymes, voir Cosnard.
Alain Cosnard, né le 19 septembre 1944 à La Roë (Mayenne), est un footballeur français. Il évolue au Stade rennais entre 1968 et 1975.
Il a joué 231 matchs en Division 1 et 2 matchs en Coupe des Vainqueurs de Coupes avec Rennes.

## Carrière
- 1968-1975 : Stade rennais ( France)[1]

## Palmarès
- Vainqueur de la Coupe de France en 1971 avec le Stade rennais
- Vainqueur du Trophée des champions en 1971 avec le Stade rennais